# 帕氏擬鯉
帕氏擬鯉（学名：Leucos panosi）为輻鰭魚綱鯉形目雅羅魚科的其中一種，被IUCN列為易危保育類動物，分布於歐洲希臘阿切盧斯河、洛羅斯河、特里霍尼斯湖和安布拉基亞湖流域，體長可達29.1公分，壽命可達10年，棲息在溪流、湖泊底中層水域，屬雜食性，幼魚以無脊椎動物和植物為食，而體長超過12公分的個體主要捕食蝸牛和貽貝，繁殖期約在1至4月，雌魚在有植被的淺水和沙質區域產卵。